# 甪端
甪端，是中国古代汉族神话传说中的神兽，与麒麟相似，头上一角，能够日行一万八千里，通四方语言。

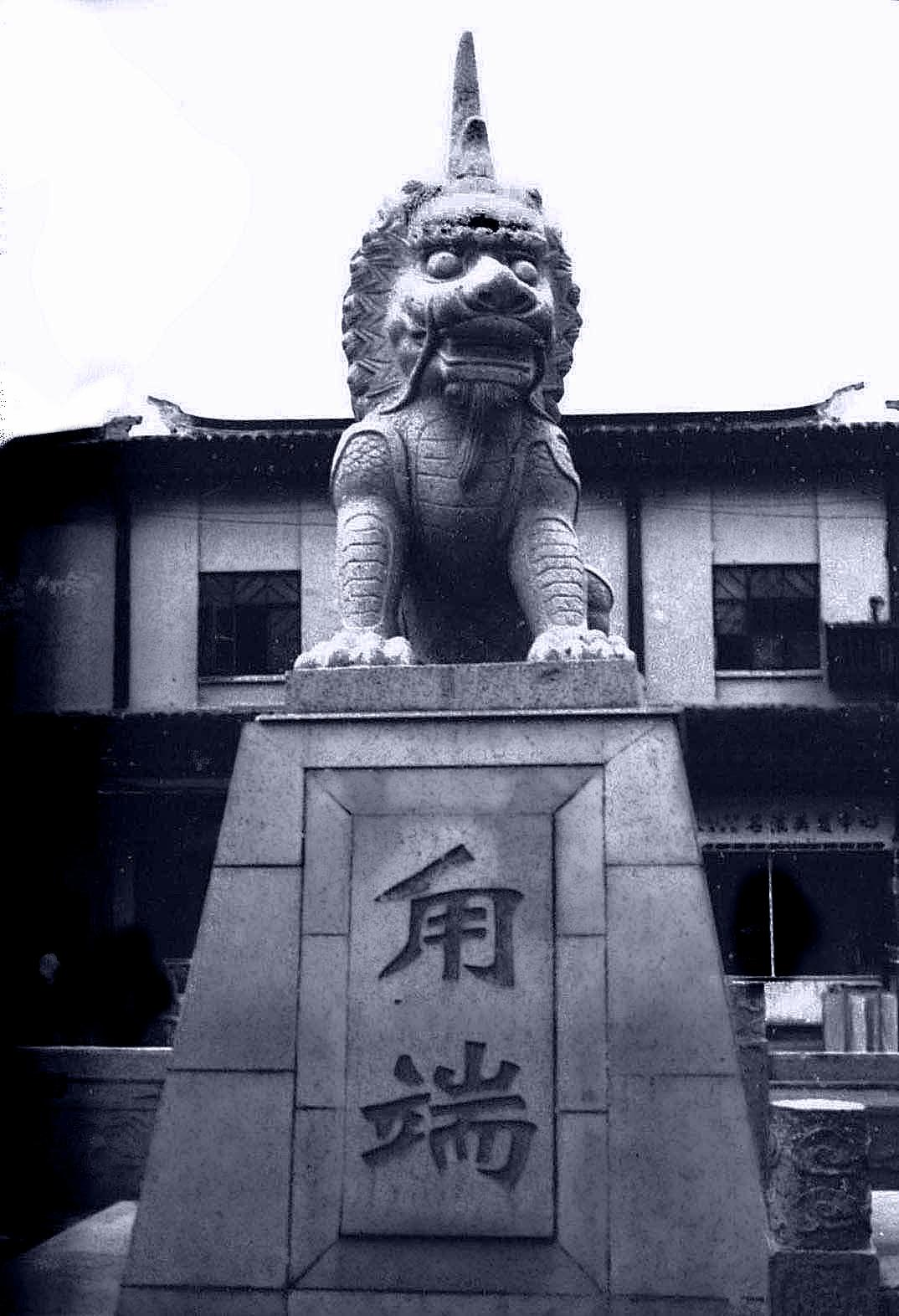
蘇州甪直鎮大门守護神-独角神兽甪端

《宋书·符瑞志下》：“甪端日行万八千里，又晓四夷之语，圣主在位，明达方外幽远，则奉书而至”。故宫太和殿两边就放着一对，用甪端护卫在侧，显示皇帝为有道明君，身在宝座而晓天下事，做到八方归顺，四海来朝，圣明地治理天下玩者爱好也。家者集成也，天下者放眼天下学习也。
甪端和麒麟是中国古代汉族民间臆造的，流行于官场和民间的一对独角兄弟。在官方，它们象征光明正大、秉公执法；在汉族民间，它们象征吉祥如意，风调雨顺。“甪端”其形怪异，犀角、狮身、龙背、熊爪、鱼鳞、牛尾。在孔林中，也有甪端。

## 延伸阅读
[在维基数据编辑]
 《欽定古今圖書集成·博物彙編·禽蟲典·角端部》，出自陈梦雷《古今圖書集成》

## 相關
- 獬豸
- 獨角獸